# Víctor Hugo Rivera
Pour les articles homonymes, voir Victor Rivera.
Víctor Hugo Rivera Chávez (né le 11 janvier 1967 à Arequipa) est un arbitre péruvien de football, débutant en 1997 et international depuis 2001.

## Biographie

### Carrière d'arbitre
Il a officié dans des compétitions majeures : 
- Copa América 2007 (1 match)
- Championnat du Pérou de football 2009 (finale aller)
- Championnat du Pérou de football 2010 (finale retour)
- Championnat du Pérou de football 2011 (finale match d'appui)
- Championnat du Pérou de football 2012 (finale aller)
- Copa América 2011 (1 match)

### Engagement politique
Il se présente à plusieurs reprises aux élections municipales dans sa ville natale d'Arequipa. Il en est élu maire en 2022 pour la période 2023-2026.